# Бельмар, Сильвен
Сильвен Бельмар (фр. Sylvain Bellemare; 20 февраля 1968, Монреаль, Квебек, Канада) —  канадский редактор звука и звуковой дизайнер, наиболее известный по работе над фильмом «Прибытие», за которую он получил премии «Оскар» и  BAFTA за лучший монтаж звука.
Он также известен благодаря фильмам  «Клянусь, это не я!» (2008), «Пожары» (2010), «Господин Лазар» (2011), «Габриэль» (2013) и «Эндорфин» (2015). Часто работает с кинематографистами Канады Филиппом Фалардо  и  Дени Вильнёвом. 
В качестве актёра принимал участие в фильмах «Левая половина холодильника», «Краб в голове»,  «Девушка на грани нервного срыва».

## Награды
- Премия «Джини» за лучший монтаж звука (3):  «Пожары» (2010), «Габриэль» (2014), «Эндорфин» (2016)
- Премия Лондонского кружка кинокритиков (1): «Прибытие»  (2017)
- Премия BAFTA за лучший монтаж звука  (1):  «Прибытие»  (2017)
- Премия «Оскар» за лучший звуковой монтаж (1):  «Прибытие»  (2017)